# Coriomeris denticulatus

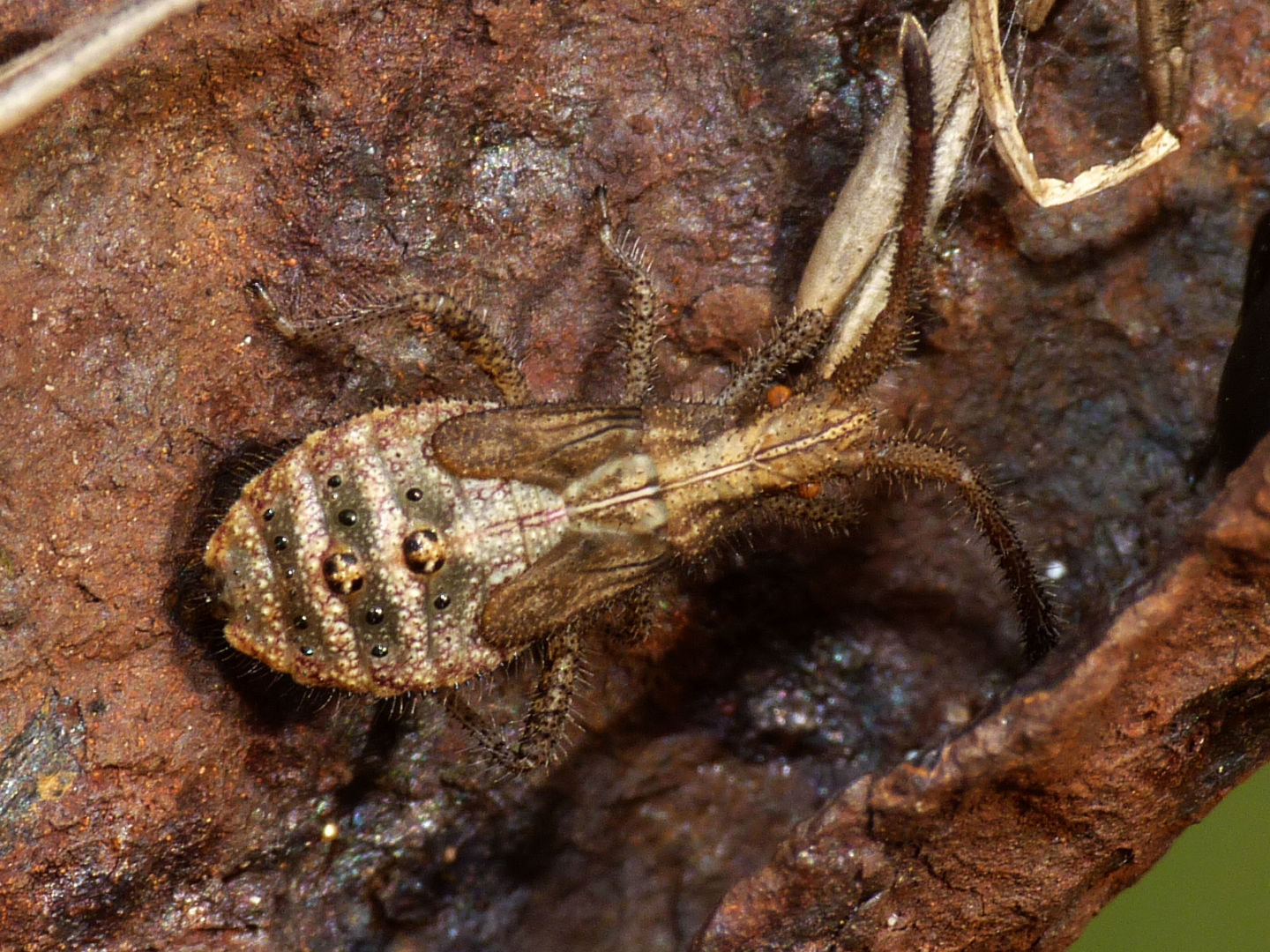
Nymphe

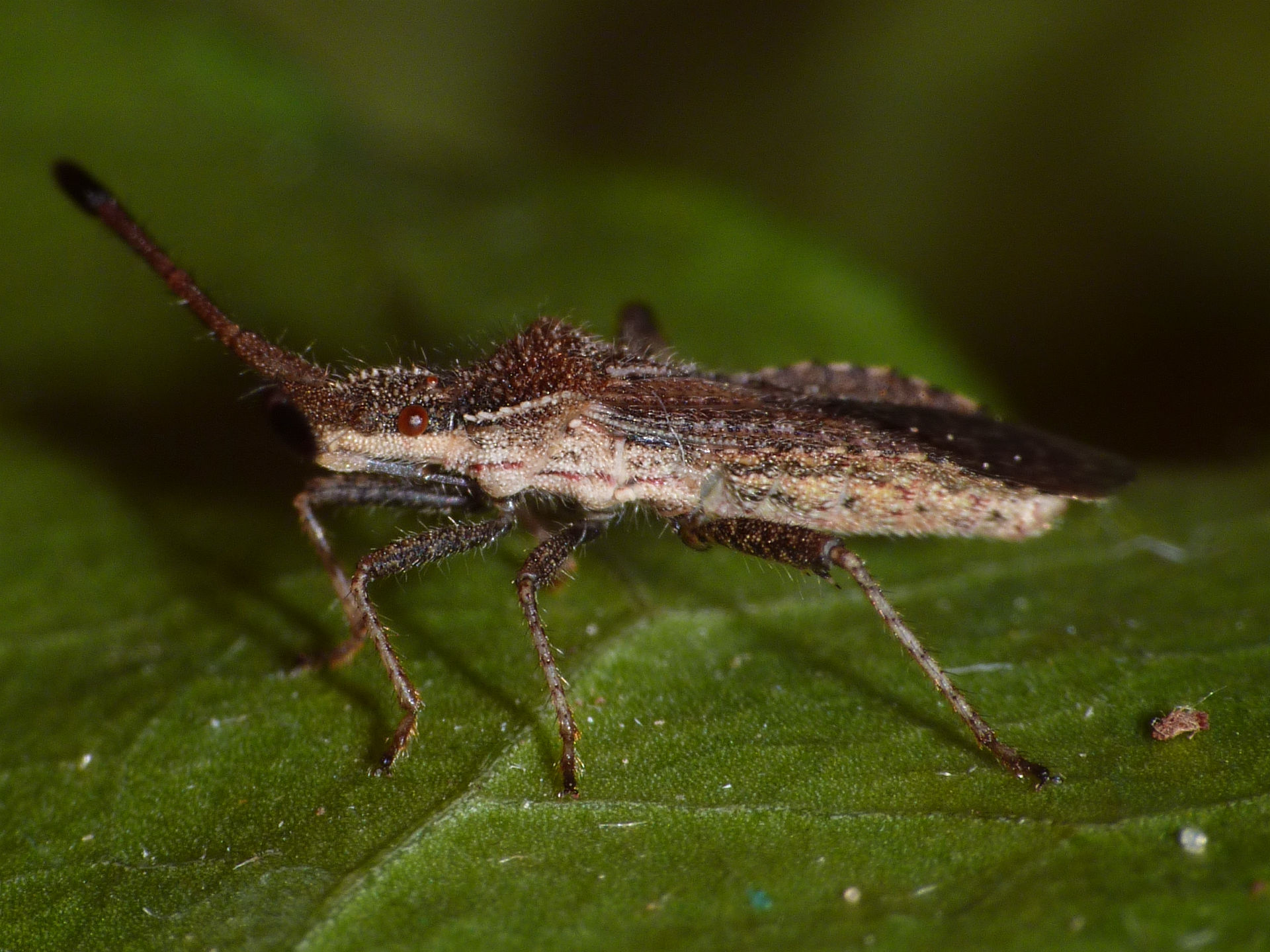
Seitenansich eines Imago

Coriomeris denticulatus, auch Gezähnte Randwanze genannt, ist eine Wanze aus der Familie der Randwanzen (Coreidae).

## Merkmale
Die Wanzen werden 8,0 bis 9,5 Millimeter lang. Sie sind rötlich braun gefärbt und charakteristisch, insbesondere am Pronotum, den Beinen und Fühlern beborstet. Die Seitenränder des Pronotums sind mit weißen Dornen bedeckt, die alle eine schwarze Spitze haben.
Im Gegensatz zu Coriomeris scabricornis befinden sich an den Fühlern neben einer anliegenden feinen Behaarung auch lange abstehende Haare.

## Verbreitung und Lebensraum
Die Art ist in Europa vom gesamten Mittelmeerraum nordwärts, mit Ausnahme des Nordens der Britischen Inseln und des Nordens Skandinaviens verbreitet. Östlich erstreckt sich das Verbreitungsgebiet bis in den Fernen Osten. In Mitteleuropa ist sie die häufigste Art der Gattung Coriomeris, sie ist weit verbreitet und nicht selten. Im Süden ist sie viel häufiger als im nördlichen Tiefland. In Großbritannien ist sie im Süden verbreitet und tritt nördlich bis Yorkshire auf. Besiedelt werden trockene, warme, offene Lebensräume.

## Lebensweise
Die Tiere leben an Hülsenfrüchtlern (Fabaceae). Die Nymphen halten sich fast ausnahmslos am Boden auf, die Imagines fliegen bei warmen Wetter gerne umher und sind dann häufig in der Krautschicht zu finden. 
Die Imagines überwintern, zumindest in Osteuropa überwintern auch die Nymphen. Ab Ende April treten die ersten Überwinterer wieder auf. Die Weibchen legen ihre Eier ab Mai bis Juli einzeln an und unter den Nahrungspflanzen ab. Die Nymphen treten von Juni bis August auf, die adulten Tiere der neuen Generation findet man ab Ende Juli oder August. Frisch gehäutete Imagines kann man bis in den September hinein beobachten.

## Belege